# World Cup 90
World Cup 90, a volte sottotitolato Arcade Soccer, è un videogioco di calcio pubblicato nel 1990 per Amiga, Atari ST, Commodore 64 e MS-DOS dalla Genias. Il titolo fa riferimento al Campionato mondiale di calcio 1990, disputato poco tempo dopo le prime edizioni del videogioco (Amiga e Commodore 64), ma non si tratta del gioco ufficiale dei mondiali, che fu invece World Cup Soccer: Italia '90. La versione Atari ST venne intitolata Super Soccer Challenge.

## Modalità di gioco
Il campo è mostrato in prospettiva dal lato più lungo, con scorrimento orizzontale e, solo nelle versioni Amiga e Atari ST, in misura minore anche verticale. I calciatori effettivamente presenti in campo oltre al portiere sono 8 per squadra, ridotti a 5 nelle versioni Commodore 64 e DOS. Si può regolare la potenza dei calci con il pulsante di fuoco. Eventuali rovesciate e colpi di testa vengono effettuati in automatico in base alla posizione del calciatore. In difesa si possono fare scivolate, con il rischio di falli, mentre i portieri sono controllati in automatico.
I calci di rigore, sia per i falli sia per lo spareggio dopo i tempi supplementari, avvengono con visuale frontale della porta, dal punto di vista del calciatore che tira. Chi controlla il calciatore può impostare la direzione di tiro; su Amiga si fa tramite un puntino luminoso che cambia continuamente e rapidamente posizione. Chi controlla il portiere deve scegliere tempestivamente la direzione di tuffo.
Si possono controllare le 24 squadre nazionali che erano effettivamente presenti ai mondiali del '90, ma i colori delle maglie sono modificabili. Uno o molti giocatori possono affrontare tutta la coppa del mondo, con i sei gironi composti così come furono nella realtà, oppure si può giocare una partita singola contro il computer o tra due giocatori. Su Amiga e Atari ST c'è anche l'opzione per il torneo ridotto, partendo dalle semifinali. La durata delle partite è impostabile.
Nella versione Amiga due giocatori umani possono anche partecipare in cooperazione nella stessa squadra. Inoltre è supportato un accessorio hardware che era venduto a parte e consente di collegare fino a 4 joystick, permettendo a tre o quattro giocatori umani di partecipare in simultanea, fino a due per squadra. Altre caratteristiche aggiuntive su Amiga sono gli schemi tattici selezionabili, i replay, e le sostituzioni di calciatori, le cui capacità possono risentire di stanchezza e morale.
Una particolarità della versione Commodore 64 è invece che i compagni di squadra "chiamano" il pallone, ossia sventolano la mano quando sono liberi e vorrebbero un passaggio.

## Sviluppo
Programmazione e grafica delle versioni Amiga e ST vennero realizzate dai Dardari Bros, il team fu anche responsabile della realizzazione dell'accessorio hardware a 4 joystick.
La versione PC MS-DOS fu realizzata dal programmatore e musicista elettronico Dino Olivieri.
La conversione per Commodore 64, per quanto riguarda programmazione e sonoro, è opera del gruppo Digital Minds Team, del Bellunese, formato da Antonio Miscellaneo (allora circa 18enne) e Ivan Del Duca (allora circa 19enne), al loro primo software commerciale di un certo livello e primo di genere videoludico. La grafica è di Alessandro Marras che era un esterno e lavorava a distanza. Per le musiche si usò un trucco di programmazione che consente di suonare quattro voci con il SID, sintetizzando una batteria senza usare i tre canali standard. Successivamente, a luglio 1990, la Genias affidò a Digital Minds la versione C64 di Warm Up.

## Accoglienza
La stampa italiana recensì piuttosto bene le versioni Amiga e Commodore 64.
L'edizione Commodore 64 è stata anche per diverso tempo uno dei giochi più venduti al Virgin Store, catena di musica e computer all'epoca di moda a Londra.